# Mas de Porta (la Galera)
El Mas de Porta és una masia del terme municipal de la Galera, a la comarca catalana del Montsià. És a 159,3 metres d'altitud, a poc més de 2,5 quilòmetres, en línia recta del centre del poble al qual pertany, a la dreta del barranc de les Coves, a l'esquerra del barranc de la Galera i a ponent del Canal Xerta - Riu de la Sénia. És al nord de la Caseta de l'Agutzil, al sud-oest del Mas del Senyor Marià, a llevant de la finca i de la caseta de Cadupets.